# ウィリアム・ピアポント (第4代キングストン＝アポン＝ハル伯爵)
第4代キングストン＝アポン＝ハル伯爵ウィリアム・ピアポント（英語: William Pierrepont, 4th Earl of Kingston-upon-Hull、1663年9月10日洗礼 – 1690年9月17日）は、イングランド王国の貴族、政治家。

## 生涯
ロバート・ピアポント（Robert Pierrepont、1635年ごろ – 1669年4月26日、ウィリアム・ピアポント閣下の息子）と妻エリザベス（Elizabeth、旧姓エヴリン（Evelyn）、サー・ジョン・エヴリンの娘）の息子として、1662年ごろにウィルトシャーのウェスト・ディーンで生まれ、1663年9月10日に洗礼を受けた。1681年7月16日にオックスフォード大学トリニティ・カレッジに入学した。1682年6月に兄ロバートが死去すると、キングストン＝アポン＝ハル伯爵位を継承した。
1685年イングランド総選挙では選挙直前の1685年3月にノッティンガムシャー選挙区に介入した。有力者の初代ハリファックス侯爵ジョージ・サヴィルははじめリーゾン・メリッシュ（Reason Mellish）と長男のエランド卿ウィリアム・サヴィルを立候補させようとしたが、エランド卿が立候補を拒否、代わりに第3代準男爵サー・ウィリアム・クリフトン（もう1人の有力者第2代ニューカッスル公爵ヘンリー・キャヴェンディッシュの支持者）が立候補した。野党からはスクロープ・ハウとリチャード・スレイターが立候補した。ハウが1683年にヨーク公ジェームズ（1685年にジェームズ2世として国王に即位）を侮辱した罪を取り上げられ、立候補辞退を余儀なくされると、スレイターは支持者に2票目をクリフトンに与えるよう呼びかけた。これによりクリフトンは当選確実となったが、メリッシュとスレイターのうちだれが当選するのは不確実のままだった。キングストン＝アポン＝ハル伯爵がハリファックス侯爵の求めに応じて、クリフトンとメリッシュへの支持を表明すると、大勢が決してメリッシュも当選を果たした。
1685年5月19日にはじめて貴族院に登院した。しかし、ジェームズ2世の治世では代理投票人を登録している時期が長く、1687年3月には海外渡航の許可が下りた。その後は1年以上海外に滞在し、1688年夏にもイタリアに滞在したため、名誉革命が勃発した時点ではイングランドにいない可能性が高いとされる。1689年仮議会での出席率は約4割だった。同年3月8日、ウォリックシャーで新しく招集された歩兵連隊の隊長に任命された。
1689年3月26日にイースト・ライディング・オブ・ヨークシャー統監に任命され、3月28日にノッティンガムシャー統監に任命され、4月に北トレント巡回裁判官に任命され、7月12日にノッティンガムシャー首席治安判事に任命された。いずれも1690年に死去するまで務めた。同年5月にはキングストン＝アポン＝ハル執事に任命されている。これらの官職就任により、1689年5月から10月まで貴族院に登院しなかった。
1690年には貴族院で度々投票計算係を務めるなど活動的だったが、同年9月17日に卒中によりホーム・ピアポントで急死、10月6日に同地で埋葬された。弟エヴリンが爵位を継承した。

## 家族
1682年10月23日、アン・グレヴィル（Anne Greville、1702年9月23日埋葬、第4代ブルック男爵ロバート・グレヴィルの娘）と結婚したが、2人の間に子供はいなかった。